# Rick Jacobson
Rick Jacobson (...) è un regista, sceneggiatore, produttore cinematografico, produttore televisivo e attore statunitense.

## Carriera

### Cinema
Jacobson comincia la sua carriera professionale lavorando come aiuto-regista per il film Quadrato di sangue del 1991. In seguito lavora come regista di seconda unità nel film Cintura nera. Successivamente dirige diversi film fra i quali Dragon Fire nel 1993, Terminal Voyage nel 1994 e due film della serie cinematografica di arti marziali Bloodfist. Nel 1998, dirige il film romantico Le ragioni del cuore.
Nel 2009, dirige, sceneggia e produce il suo film più conosciuto l'exploitation Bitch Slap - Le superdotate con Julia Voth, Erin Cummings e America Olivo. Il film si ispira allo stile registico molto "cartoonistico" e divertente tipico di Russ Meyer ed ai suoi cult come Faster, Pussycat! Kill! Kill! del 1965, a Kill Bill di Quentin Tarantino ma anche alla serie televisiva Charlie's Angels.

### Televisione
Jacobson ha diretto diversi episodi di varie serie televisive di successo come Baywatch, Baywatch Nights, Cleopatra 2525, Xena - Principessa guerriera, Hercules: The Legendary Journeys e più recentemente Spartacus per la Starz ed il suo prequel Spartacus - Gli dei dell'arena.

## Filmografia

### Regista

#### Cinema
- Full Contact (1993)
- Dragon Fire (1993)
- The Unborn II (1994)
- Lion Strike (1994)
- Terminal Voyage (1994)
- Bloodfist VI - Livello zero (Bloodfist VI: Ground Zero, 1995)
- Bloodfist VIII: Trained to Kill (1996)
- Night Hunter (1996)
- Situazione critica (Strategic Command, 1997)
- Incontro fatale (A Bold Affair, 1998)
- Le ragioni del cuore (Reasons of the Heart, 1998)
- Black Thunder (1998)
- Bad Guys (2008)
- Bitch Slap - Le superdotate (2009)
- Il trattamento reale (The Royal Treatment) (2022)

#### Televisione
- Suspect Device (1995, film tv)
- Baywatch Nights (1997, serie tv, 2 episodi: 2x13 e 2x16)
- Mortal Kombat: Conquest (1998, serie tv, episodio 1x08)
- Hercules (1998-1999, serie tv, 2 episodi: 4x18 e 5x18)
- Nikita (1999, serie tv, 2 episodi: 3x09 e 3x10)
- Cleopatra 2525 (2000, serie tv, 6 episodi: 1x03, 1x05, 1x06, 1x08, 2x01 e 2x04)
- Xena - Principessa guerriera (1997-2000, serie tv, 12 episodi: 3x03, 3x22, 4x05, 4x07, 4x15, 5x03, 5x04, 5x07, 5x20, 5x22, 6x06 e 6x08)
- Baywatch (1998-2001, serie tv, 12 episodi: 8x13, 9x05, 9x07, 10x12, 10x15, 10x17, 10x18, 10x20, 11x08, 11x13, 11x14 e 11x21)
- Wildlife Wars (2004, film tv)
- She Spies (2002-2004, serie tv, 6 episodi: 1x09, 1x15, 2x03, 2x12, 2x15 e 2x17)
- Spartacus (2010-2013, serie tv, 5 episodi: 1x01, 1x02, 1x06, 2x05 e 3x10)
- Spartacus - Gli dei dell'arena (2010-2013, serie tv, 2 episodi: 1x02 e 1x06)
- Dominion (2014, serie tv, 2 episodi: 1x02 e 1x03)
- Ash vs Evil Dead (2015, serie tv, episodio 1x10)

### Regista seconda unità
- Quadrato di sangue (Ring of Fire, 1991)
- Cintura nera (Blackbelt, 1992)

### Sceneggiatore
- Bitch Slap - Le superdotate (2009)

### Produttore

#### Cinema
- Bitch Slap - Le superdotate (2009)

#### Televisione
- Spartacus (2013, serie tv)
- Spartacus - Gli dei dell'arena (2011, serie tv)
- Ash vs Evil Dead (2015, serie tv)

### Attore

#### Cinema
- Full Contact (1993)
- Dragon Fire (1993)
- Bitch Slap - Le superdotate (2009)

#### Televisione
- Xena - Principessa guerriera (2000, serie tv) - Ruolo: Poseidone